# Rajd Ypres 2001
Rajd Ypres 2001 (37. Ypres Westhoek Rally) – 37 edycja rajdu samochodowego Rajd Ypres rozgrywanego w Belgii. Rozgrywany był od 29 czerwca do 1 lipca 2001 roku. Była to dwudziesta trzecia runda Rajdowych Mistrzostw Europy w roku 2001 (rajd miał najwyższy współczynnik - 20) oraz piąta runda Rajdowych Mistrzostw Belgii.

## Klasyfikacja rajdu
| Miejsce                                         | Kierowca                                        | Pilot                                           | Samochód                                        | Czas                                            | Strata                                          |                                                 |
| Klasyfikacja generalna, ERC i mistrzostw Belgii | Klasyfikacja generalna, ERC i mistrzostw Belgii | Klasyfikacja generalna, ERC i mistrzostw Belgii | Klasyfikacja generalna, ERC i mistrzostw Belgii | Klasyfikacja generalna, ERC i mistrzostw Belgii | Klasyfikacja generalna, ERC i mistrzostw Belgii | Klasyfikacja generalna, ERC i mistrzostw Belgii |
| ----------------------------------------------- | ----------------------------------------------- | ----------------------------------------------- | ----------------------------------------------- | ----------------------------------------------- | ----------------------------------------------- | ----------------------------------------------- |
| 1.                                              | Pieter Tsjoen - Steven                          | Steven Steven                                   | Toyota Corolla WRC                              | 2:40:55.0                                       | 0.0                                             |                                                 |
| 2.                                              | Grégoire de Mevius                              | Dany Colebunders                                | Peugeot 206 WRC                                 | 2:41:56.5                                       | +1:01.5                                         |                                                 |
| 3.                                              | Joost Boxoen                                    | Hans Reynaert                                   | Subaru Impreza S5 WRC '98                       | 2:46:25.0                                       | +5:30.0                                         |                                                 |
| 4.                                              | Kris Princen                                    | Francis Caesemaeker                             | Opel Astra Kit Car                              | 2:48:44.4                                       | +7:49.4                                         |                                                 |
| 5.                                              | Peter Bijvelds                                  | Piet Bijvelds                                   | Mitsubishi Lancer Evo 6,5                       | 2:50:47.8                                       | +9:52.8                                         |                                                 |
| 6.                                              | Dominique Bruyneel                              | Philippe Droeven                                | Mitsubishi Lancer Evo VI                        | 2:52:44.6                                       | +11:49.6                                        |                                                 |
| 7.                                              | David Sterckx                                   | Pascal Lopes                                    | Mitsubishi Lancer Evo VI                        | 2:53:09.8                                       | +12:14.8                                        |                                                 |
| 8.                                              | Frank Mesure                                    | Geert Derammelaere                              | Mitsubishi Lancer Evo VI                        | 2:53:21.9                                       | +12:26.9                                        |                                                 |
| 9.                                              | Frank Broekaert                                 | Guido Scheirlinck                               | Ford Escort RS Cosworth                         | 2:55:57.5                                       | +15:02.5                                        |                                                 |
| 10.                                             | Eamonn Boland                                   | Anthony Nestor                                  | Subaru Impreza S5 WRC '99                       | 2:57:34.1                                       | +16:39.1                                        |                                                 |